# Фаррен, Энн-Мэри
Энн-Мэри Фа́ррен (англ. Ann-Marie Farren) — английская бывшая профессиональная снукеристка. Родилась в Бистоне, но в настоящее время проживает в Блэкпуле.

## Карьера
Энн-Мэри хорошо играла в снукер уже в 12 лет, а в 1987 году, в возрасте 16 лет, выиграла свой первый чемпионат мира, победив в финале Стейси Хиллъярд. За это достижение она получила 3 500 фунтов стерлингов. Затем она ещё дважды становилась финалисткой этого соревнования (в 1988 и 1989 годах), а в 1991 году в паре с Карен Корр вышла в финал крупного турнира World Masters, но уступила Эллисон Фишер и Стейси Хиллъярд со счётом 2:5. Некоторое время Энн-Мэри Фаррен играла в мэйн-туре и имела статус профессионала, хотя и не добилась значительных успехов в туре. В 1994 году она выиграла ещё один крупный турнир — чемпионат Великобритании среди женщин.
В лучшие годы своей карьеры Фаррен участвовала в телепередачах BBC, приглашалась на BBC Sports Personality of the Year. Также она играла показательный матч со Стивеном Хендри и сумела выиграть у него 2 фрейма.
Ранее спарринг-партнёрами Энн-Мэри Фаррен были Энтони Хэмилтон и Стюарт Бинэм.